# Carrossel
Carrossel ist eine brasilianische Telenovela für Kinder, die zwischen dem 21. Mai 2012 und dem 26. Juli 2013 vom Sender Sistema Brasileiro de Televisão (SBT) erstmals ausgestrahlt wurde. Die Originalversion umfasst 209 Folgen.

## Handlung
Die Grundschullehrerin Helena Fernandes gewinnt die Anerkennung ihrer Schüler, die aus unterschiedlichen Verhältnissen stammen und ganz individuelle Probleme haben. Auch außerhalb der Schule müssen die Lehrerin und ihre Schüler sich behaupten.

## Darsteller

### Hauptdarsteller
| Schauspieler              | Zeichen               |
| ------------------------- | --------------------- |
| Rosanne Mulholland        | Helena Fernandez      |
| Larissa Manoela           | Maria Joaquina Medsen |
| Jean Paulo Campos         | Cirilo Rivera         |
| Maísa Silva               | Valéria Ferreira      |
| Nicholas Torres           | Jaime Palillo         |
| Lucas Santos              | Paulo Guerra          |
| Esther Marcos             | Margarida Garcia      |
| Guilherme Seta            | Davi Rabinovich       |
| Léo Belmonte              | Jorge Cavalieri       |
| Ana Victória Zimmermann   | Marcelina Guerra      |
| Aysha Benelli             | Laura Gianolli        |
| Gustavo Daneluz           | Mário Ayala           |
| Fernanda Concon           | Alícia Gusman         |
| Kiane Porfirio            | Clementina Soares     |
| Konstantino Atanassopulos | Adriano Ramos         |
| Matheus Ueta              | Kokimoto Mishima      |
| Stefany Vaz               | Carmen Carrilho       |
| Thomaz Costa              | Daniel Zapata         |
| Victória Diniz            | Bibi Smith            |
| Bruna Carvalho            | Nina                  |
| Julia Rodrigues           | Marisa                |
| Henrique Filgueiras       | Abelardo Cruz         |
| João Lucas Takaki         | Tom                   |
| Matheus Lustosa           | Eric                  |
| Thiago Rosseti            | Atílio                |
| Cinthia Cruz              | Fabiana               |
| Alessa Previdelli         | Larissa               |
| Pedro Henrique            | Lucas                 |
| Adauto Luiz               | Amendoim              |
| Gui Vieira                | Cotoco                |
| Mauricio Murray           | Biriba                |